# Antropología lingüística
La antropología lingüística es una disciplina de la antropología que se ocupa del estudio de la diversidad de lenguas habladas por las sociedades humanas y cómo se relacionan el léxico y los usos lingüísticos con las características culturales básicas de dichas sociedades. Alessandro Duranti define la antropología lingüística como "el estudio del lenguaje como un recurso de la cultura, y del habla como una práctica cultural". Debido a su naturaleza interdisciplinar, la antropología lingüística yace y se desenvuelve gracias a métodos que le pertenecen a diversas disciplinas, en particular a la antropología y a la lingüística, con la finalidad de proveer una comprensión de los muchos aspectos del lenguaje en tanto marco de prácticas culturales, es decir, como sistema de comunicación que posibilita las representaciones del orden social entre individuos (inter-psicológicas) y dentro del mismo individuo (intra-psicológicos), y que contribuyen a que los individuos hagan uso de estas representaciones para llevar a cabo actos sociales constituyentes.
Esta disciplina trabaja sobre una base etnográfica para la producción de relatos sobre las estructuras lingüísticas así como se muestran en el seno de grupos humanos en un espacio y tiempo definido. Para el estudio del lenguaje en la antropología lingüística, los antropólogos lingüísticos perciben a los hablantes como actores sociales, esto es, como miembros de comunidades, singulares y complejas, individualmente vinculadas como conjuntos de instituciones sociales, y por medio de una trama de expectativas, creencias y valores morales, no necesariamente superpuestos, pero sí entrecruzados.
Lo que diferencia a los antropólogos lingüísticos de otros estudiantes de la lengua es su visión del lenguaje como un cúmulo de estrategias simbólicas que forman parte del tejido social y de las representaciones de los individuos de mundos reales o posibles. Los antropólogos lingüistas abordan de manera innovadora "algunos de los temas y asuntos que constituyen el núcleo de la investigación antropológica, como las políticas de la representación, la constitución de la autoridad, la legitimación del poder y de las bases culturales del racismo y del conflicto étnico, el proceso de socialización, la construcción cultural de la persona (o del individuo), las políticas de la emoción, la relación entre la acción ritual y las formas de control social, el dominio específico del conocimiento y la cognición, el hecho artístico y las políticas de consumo estético, el contacto cultural y el cambio social."

## Estadios de desarrollo
Alessandro Duranti identificó tres estadios diferentes en el desarrollo de esta disciplina.

### Primer paradigma
El primer paradigma, conocido por entonces simplemente como "lingüística" estudia parte de lo que hoy se engloba dentro de la lingüística antropológica y se interesó por temas relacionados con la documentación de lenguas de pueblos preestatales (generalmente en extinción). Así los primeros investigadores norteamericanos, se concentraron en las lenguas nativas de América del Norte, en su descripción gramatical y en su clasificación tipológica. También en ese tiempo fue importante el problema de la relatividad lingüística, asociada a las ideas la hipótesis de Sapir-Whorf y previamente varios asuntos tratados por pensadores como Vico, Herder o Humboldt.

### Segundo paradigma
Dell Hymes fue el responsable de la creación del nuevo paradigma, en la década de 1960, llamado en su momento "antropología lingüística". El tipo de temáticas recogidas están comprendidas hoy en día dentro de la etnografía de la comunicación.

### Tercer paradigma
A partir de 1980, empiezan a estudiarse problemas antropológicos más amplios pero usando datos y métodos tomados de la lingüística.

## Áreas de estudio
La antropología lingüística contemporánea continúa su investigación de acuerdo con los tres paradigmas descritos anteriormente. Varios campos relacionados con el tercer paradigma, el estudio de las cuestiones antropológicas, son campos de estudio particularmente ricos para los antropolingüistas actuales.

### Identidad
Gran parte de los estudios en antropología lingüística exploran cuestiones de identidad sociocultural con un enfoque lingüístico. Esto hizo el antropolingüísta Don Kulick, por ejemplo, con una serie de parámetros, por primera vez en un pueblo en Papúa Nueva Guinea. Kulick estaba interesado en la práctica de dos idiomas con y alrededor de los niños de la aldea de Gapun en Papúa Nueva Guinea: la lengua tradicional, Taiap, que solo se habla en su aldea y, por lo tanto, principalmente la identidad gapunaise "indexada", y Tok Pisin, idioma oficial y ampliamente hablado de Nueva Guinea. Hablar Taiap está asociado con una identidad no solo local sino también "pasada" y basada en el hed (autonomía personal). Hablar Tok Pisin es mostrar una identidad cristiana (católica), basada no en hed sino en guardar , es decir, una identidad relacionada con la voluntad y la capacidad de cooperar.
En su trabajo más reciente, Kulick ha demostrado que en discursos llamados Escándal, los travestis brasileños que practicaban la prostitución se burlaron de sus clientes. Esta es la forma en que la comunidad de travestis, al parecer, ha encontrado para tratar de superar el ridículo del público brasileño del que ciertamente son víctimas (a través de, por lo tanto, discursos públicos en voz alta y otros tipos de demostraciones).

### Socialización
En una serie de trabajos, los antropolingüistas Elinor Ochs y Bambi Schieffelin abordaron un importante tema antropológico: la socialización, el proceso por el cual los bebés, los niños y los extranjeros se convierten miembros de una comunidad aprendiendo a participar en su cultura, utilizando métodos lingüísticos y etnográficos. Encontraron que los procesos de enculturación y socialización no procedían por separado del proceso de adquisición del lenguaje; pero que los niños adquieran el lenguaje y la cultura juntos en lo que podría llamarse un proceso integrado. Ochs y Schieffelin han demostrado que la "charla del bebé" no es universal; de hecho, la dirección de la adaptación (es decir, si se invita o no al niño a adaptarse a la conversación o al discurso que se está desarrollando a su alrededor) fue una variable relacionada con, por ejemplo, la dirección hacia la que se dirigió hacia el cuerpo de su madre o padre. En muchas sociedades, los padres sostienen a sus bebés hacia afuera y los dirigen hacia un grupo de seres queridos que ya deben aprender a reconocer.
Ochs y Schieffelin también demostraron que los miembros de todas las sociedades socializan a sus hijos "al" uso del lenguaje y "gracias" al uso del lenguaje. Ochs y Taylor descubrieron que en historias contadas espontáneamente en una cena en familias blancas de clase media en el sur de California, tanto los padres como las madres reprodujeron el patrón patriarcal (el síndrome del padre que siempre tiene la razón) a través de la distribución de los roles de los participantes, como el de participante simple (a menudo un niño pero a veces la madre y casi nunca el padre) y el de "líder de la discusión" (a menudo el padre , quien hizo preguntas desestabilizadoras o desafió las habilidades del participante). Cuando las madres intervinieron para ayudar a sus hijos a contar su historia, asumieron involuntariamente el mismo papel que un simple participante.
Una investigación más reciente de Schieffelin ha descubierto el papel socializador de los pastores y otros conversos relativamente recientes en Bosavi en la comunidad de Southern Highland en Papúa Nueva Guinea, que ella está estudiando. Los pastores han introducido nuevas formas de transmitir el conocimiento (nuevos marcadores epistémicos) y nuevas formas de hablar sobre el tiempo. También lucharon y rechazaron los pasajes de la Biblia que hablan de poder conocer los estados internos del prójimo (como el Evangelio según Marcos).

### Ideologías
Tercer ejemplo del paradigma actual:ideologías. En este contexto, se trata de "ideologías lingüísticas", un concepto a menudo definido como "conjuntos de nociones compartidas sobre la naturaleza del lenguaje en el mundo". Michael Silverstein demostró que estas ideologías no constituían una falsa conciencia (en el sentido marxista del término), sino que tenían una influencia real en la evolución de las estructuras lingüísticas, como el abandono de las antiguas palabras en inglés te y tú. Woolard, en su análisis global de la alternancia del código lingüístico, es decir, alternar diferentes códigos lingüísticos en una conversación o incluso en una sola oración, afirma que la pregunta subyacente de los antropolingüistas sobre este tema (¿por qué hacen eso?) refleja una ideología lingüística dominante. Esta es la idea de que las personas "deben" ser monolingües y su único objetivo en aras de la claridad, en lugar de divertirse con la increíble diversidad de variedades lingüísticas implicadas en una sola posición de enunciación. Un gran cuerpo de investigación sobre ideologías lingüísticas está interesado en influencias más sutiles en el lenguaje, como la influencia en Tewa (un idioma kiowa-tanoano que se habla en algunos pueblos de Nuevo México y en la Reserva Hopi en Arizona) por "el discurso kiva".

### Entorno social
Para concluir sobre un ejemplo de este tercer paradigma, un grupo de antropolingüistas trabajó muy creativamente sobre el tema del entorno social. Duranti publicó un artículo sobre formas innovadoras de saludo en Samoa y su uso y transformación del entorno social. Antes de esto, Joseph Errington, quien ha trabajado extensivamente en idiomas indonesios y se inspiró en un trabajo anterior sobre este tema que no necesariamente trata temas puramente lingüísticos, ha basado en los métodos de la antropología lingüística (y la teoría semiótica) el concepto de "centro modelo", es decir, el centro del poder político o ritual que emanaba comportamiento del modelo. Errington demostró cómo los priyayi javaneses, cuyos antepasados sirvieron en las cortes reales de Java, se convirtieron en emisarios mucho después de la disolución de estas cortes y representaron el mejor ejemplo de "discurso refinado" a través de Java. El trabajo de Joel Kuipers explora este tema con más detalle sobre la isla de Sumba en Indonesia. E incluso si la lengua Tewa es hablada por los indios Tewa en Arizona y no por los indonesios, la teoría de Paul Kroskrity de que las formas de expresión de la kiva (un lugar en el que tienen lugar los rituales religiosos) ejerce una gran influencia en el lenguaje Tewa en general, puede ser claramente paralelo con el trabajo de Errington.
Silverstein intenta encontrar el mayor número posible de significados teóricos y aplicabilidad de esta noción de centro modelo. Él piensa que la noción de centro modelo es uno de los tres hallazgos más importantes de la antropología lingüística. Generaliza la noción de la siguiente manera: según él hay órdenes de interaccionalidad "institucionales y de gran escala, históricamente contingentes y, sin embargo, estructuradas. Dentro de estos órdenes de tal magnitud, que podrían describirse como macrosociales, centros rituales de semiología terminan ejerciendo una influencia estructurante y confiriendo un cierto valor a cualquier situación dada de interacción discursiva con respecto a los significados y significados de las formas verbales y semióticas usadas en ella". Los enfoques actuales de temas antropológicos típicos, como los rituales de los antropolingüistas, confirman la existencia de estructuras lingüísticas no estáticas, sino el desarrollo en tiempo real de un "conjunto hipertrófico" de órdenes de modelos paralelos e indexicalidades que parecen provocar la creación ritual del propio espacio sagrado a través de lo que a menudo parece ser la magia de la versificación sincronizada textual y no textual.

## Escuelas nacionales[20]
La antropología siempre ha sido marcada por escuelas nacionales, y en ningún área se manifiesta este nacionalismo más que en la antropología lingüística. Es por ello que buena parte de la literatura científica del tema puede ordenarse de acuerdo a su origen nacional, sea británico, estadounidense o francés. Esta tendencia ‘nacionalista’, se observa claramente en la lingüística.

### La antropología lingüística británica
La creación de una antropología lingüística británica fue difícil, pues el primer obstáculo fue el abandono casi total del uso del concepto de cultura en la antropología británica dominada por Radcliffe-Brown, y un segundo obstáculo fue que, aun donde se utilizaba el concepto de cultura en el trabajo antropológico, era un concepto de cultura derivado de la biología que no se prestaba muy fácilmente a una articulación con el estudio de la lengua. Para Malinowski, que sí acepta la utilidad del concepto de cultura, tampoco es fácil la articulación con un estudio sistemático de la lengua, así que se bloquea el camino más prometedor para articular la antropología cultural con el estudio de la lengua como fenómeno que pertenece al dominio de lo inconsciente. Malinowski era de espíritu práctico, pero no carecía de capacidad para expresarse en términos teóricos, desligados de asuntos prácticos. La mejor prueba la tenemos en su acercamiento a los problemas lingüísticos, y de su cooperación con J. R. Firth –el más importante lingüista británico entre las guerras– surgió una de los pocos esfuerzos originales en Inglaterra: la teoría del contexto de la situación.
Para Malinowski, no es posible hacer traducciones de una lengua a otra sin hacer una descripción primero de la cultura de los usuarios de la lengua a traducir y proporcionar así la medida necesaria para una traducción. Así se manifiesta inmediatamente la necesidad de combinar el estudio de la lengua y la etnografía. El punto de partida de Malinowski lo podemos resumir así: la definición de la lengua como la comunicación vocal de pensamiento no sirve, la lengua es un modo de actividad y las palabras en sí no llevan ningún significado; el significado lo adquieren gracias al contexto de la situación, y surge como una relación multifacética entre la palabra en su frase y el contexto de su producción e intercambio; el significado de las palabras no se debe a una relación entre la palabra y las cosas que existen en el mundo, sino del lugar de la palabra en el contexto cultural total y, finalmente, que la principal unidad que lleva un significado no es la palabra, sino la frase. La contribución de Malinowski fue olvidada y casi todo el trabajo de la antropología social británica carecía de una dimensión lingüística.
La antropología de Edwin Ardener es tal vez el mejor ejemplo del desarrollo de la antropología lingüística británica, pues él había relacionado el renacimiento de la antropología lingüística en Inglaterra con la influencia desde fuera: se dio cuenta de esos avances con la creciente influencia de Lévi-Strauss. En la antropología lingüística de Ardener salta a la vista un acercamiento al empirismo británico, y llega a articular los modelos teóricos con la realidad observable: introduce en su estudio de las categorías de la brujería en África del Oeste una rica etnografía, mientras que en otro contexto introduce una dimensión histórica que también hace menos deductiva que en el estilo francés, distinguiendo las “estructuras p” y “estructuras s” (estructuras paradigmáticas y sintagmáticas).

### La antropología lingüística en los Estados Unidos
En los Estados Unidos la situación es muy diferente, y hasta hoy el lingüista puede ser considerado como una especie de antropólogo cultural. La antropología lingüística estadounidense empieza con Franz Boas, no solo por su compendio de las lenguas indígenas, Handbook of American Indian Languages (Boas, 1911), sino también por la influencia que tuvo sobre discípulos suyos, como Edward Sapir, Alfred Kroeber y Leonard Bloomfield. Las enseñanzas de Boas contienen en germen las ideas que más tarde, al evolucionar y sistematizarse, se convertirían en la famosa ‘Hipótesis Sapir-Whorf ’, y a través de Boas inicia una fuerte influencia directa de la tradición alemana, tradición que se reafirma y continúa en los trabajos de sus alumnos Kroeber, Sapir y Ruth Benedict. Boas define la etnología como “la ciencia que trata los fenómenos mentales de la vida de los pueblos del mundo”, y sus intereses lingüísticos pertenecen principalmente a tres campos de problemas: a la descripción fonética de las lenguas indígenas norteamericanas, a las categorías del pensamiento indígena expresadas en las correspondientes lenguas y a los procesos gramaticales que estructuran la expresión de los pensamientos.
Es de principal interés la hipótesis Sapir-Whorf, acerca de la relación entre la lengua y el pensamiento formulada por alumnos de Boas y fundamento del relativismo cultural. Las influencias de Boas sobre Sapir son decisivas, y Sapir se desliga pronto de la lingüística que da prioridad a los rasgos físicos y positivistamente medibles de la lengua para enfatizar su interés por los rasgos que son mucho menos cuantificables, aunque sí observables. Como Boas había subrayado que los fenómenos culturales pertenecen al dominio de lo inconsciente, también Sapir manifiesta temprano su interés por lo inconsciente, como señala el título: La influencia de lo inconsciente sobre la organización del comportamiento social (Sapir, 1927).
Benjamin Lee Whorf, a edad avanzada alumno de Sapir, se concentró en su estudio de la lengua en cuatro puntos medulares. Primero, que el lenguaje establece un fuerte principio de relatividad cultural y lingüística, así que nadie puede con total libertad describir la naturaleza, ya que nos encontramos limitados por ciertos modos de interpretación, aun cuando nos creamos más libres. Segundo, que el lenguaje ostenta un carácter obligatorio; y tercero, que existen procesos mentales que anteceden, tanto en el ámbito individual como colectivo, a la adquisición y uso del lenguaje. De todo eso salió entonces la Hipótesis Sapir-Whorf, cuya esencia es que la lengua llega a constituir una cadena que limita la libertad de percepción, pensamiento y acción del ser humano, idea que está presente también en los esfuerzos de Sapir por desarrollar una lengua artificial, ya que esto podría fomentar “una tendencia a hacer al hombre verse a sí mismo como dueño de la lengua en vez de ser su servidor obediente”.
En el transcurso de los años de 1960, surgió un nuevo enfoque conocido como antropología cognoscitiva, en un intento por sistematizar las implicaciones de la hipótesis Sapir-Whorf hasta lo máximo, y es antes que nada un procedimiento heurístico. En esencia, la antropología cognoscitiva busca la respuesta a dos preguntas: ¿Qué fenómenos mentales son significativos para la gente con determinada cultura? y ¿de qué manera organizan estos fenómenos? Los antropólogos cognoscitivos desarrollan su disciplina como una alternativa constructiva.

### El estructuralismo francés
A diferencia de la antropología empirista británica, en Francia el mayor interés de la antropología estructural es la búsqueda de los universales de la cultura. En el estructuralismo francés podemos contar dos diferentes líneas de desarrollo: una línea que podemos llamar ontológica, que tiene vigencia tanto en la antropología como en otras disciplinas que más o menos se relacionan con la antropología, y otro tipo de estructuralismo netamente lingüístico, que se puede llamar epistemológico, y cuyo representante antropológico más destacado es Lévi-Strauss. Sin embargo, no todos están de acuerdo en esta distinción, lo que lo hace difícil decidir si el estructuralismo es un método (como sostiene Lévi-Strauss) o una teoría (equivocada).

### La antropología y la lingüística en México
La lingüística en México empieza con los frailes en el siglo XVI, cuando llegaron a América encontraron una auténtica Torre de Babel, por dos razones: el número de lenguas era abrumador, y las lenguas que encontraron aquí les eran por completo desconocidas. El estudio de las lenguas hasta entonces desconocidas, cuya existencia ni siquiera se había sospechado, fue llevado a cabo por los españoles que habían llegado a estas tierras, en su mayoría frailes que se encargaron de la ‘conquista espiritual’. Esos cronistas, historiadores y lingüistas (en su mayoría frailes, pero no siempre) produjeron en términos generales tres tipos de trabajos. En primer lugar, vocabularios; en segundo lugar, gramáticas; pero el fin práctico de su trabajo se revela en el tercer tipo de trabajos que produjeron: confesionarios.Su trabajo lingüístico se hizo con el fin de llegar a conocer, como lingüista, estas lenguas y permitirles a otros aprenderlas, para así acelerar el proceso de cristianización de los indígenas.Una de las tareas más evidentes para los frailes con talento e interés lingüísticos fue la clasificación del impresionante número de lenguas desconocidas: reducir el caos y la confusión a orden y convertir lo desconocido en conocido.
Conjugando las intuiciones ilustrada y romántica, la lingüística recibe un fuerte impulso en México en el siglo XIX y, no obstante que la presencia de extranjeros es más que sensible, se destacan nombres de investigadores mexicanos como Manuel Orozco y Berra (1816-1881), Francisco Pimentel (1832-1893), Francisco Belmar (1859- 1915) y Nicolás León (1859-1929), cuatro lingüistas y eruditos que retomaron la herencia de los frailes, al mismo tiempo modernizando y nacionalizando la lingüística en México, y creando así un puente entre la Nueva España colonial y la nueva república mexicana. Entrando así al siglo XX con una tradición ya establecida, los avances que se hacen en aquel siglo, ahora pasado, se dividen en periodos del siglo, de manera que el primer cuarto del siglo es dedicado a un estudio lingüístico descriptivo dentro del marco de un estructuralismo naciente, mientras que en el segundo cuarto se hacen estudios comparativos en el marco de un estructuralismo más maduro; las comparaciones que se hacen son exploratorias y se colocan un tanto dentro de lo evidente como por ejemplo las exploraciones de Weitlaner de algunas de las lenguas otopames. En el tercer cuarto del siglo ya se cuenta con una investigación básica más sólida y se buscan comparaciones menos evidentes, como la postulada relación entre el zuñi, el tarasco y el quechua. Finalmente, el último cuarto del siglo nos lleva hasta el umbral de hoy, hay un movimiento significativo en la etnografía que colinda de manera directa con la lingüística: de una tradición marxista en los años setenta, que nunca realmente encontró la especificidad de la antropología y menos de la etnografía, se está volviendo a una práctica etnográfica que se articula hacia atrás con tradiciones añejas como la de Franz Boas, la de Edward Seler y la de Konrad Theodor Preuss, entre otras. En las posibles encrucijadas teóricas que hoy se ofrecen, principalmente entre una tradición de izquierda y otra de derecha, se está ganando terreno teórico al mismo tiempo que se está perdiendo terreno en la cuestión de compromiso social.
La sociolingüística nace en México en 1970, con la publicación de un libro de Oscar Uribe Villegas, en la cual la palabra ‘sociolingüística’ se encuentra en el título, que presenta una serie de principios básicos de la nueva disciplina, fuertemente influenciadas desde la sociología, y se indica que el libro es resultado del proyecto sociolingüístico de la UNAM.
En el contexto de México, sobre todo dos problemas sociolingüísticos han llegado a cierta prominencia: el problema general del bilingüismo y el problema más específico que tiene que ver con la educación bilingüe-bicultural. Para un antropólogo, el punto de contacto más evidente es tal vez la antropología cognoscitiva, una tendencia que surgió en la antropología cultural norteamericana en los años de 1960, también bajo la etiqueta de la ‘Nueva Etnografía’ y que ha tenido un débil desarrollo en México, por lo menos hasta hace poco.
Un nuevo enfoque lingüístico nace en 1976, cuando James Lockhart publica dos libros de trabajos basados en los códices nahua, con lo que se inició un movimiento que viene a tener su confirmación unos quince años después en otros dos libros del mismo James Lockhart. Este nuevo enfoque tiene raíces en La visión de los vencidos de Miguel León-Portilla y, como el nahuatl tenía un estatus especial como la lengua del imperio y en el mundo colonial viene a ocupar otra vez una posición muy especial como lingua franca en la temprana colonia, el trabajo de Lockhart se basa en fuentes en nahuatl.

## Otros temas relacionados
Los lingüistas intentan reconstruir la historia de lenguas y de las familias lingüísticas de donde proceden, lo que constituye la paleontología lingüística. También tratan de establecer la relación que existe entre la evolución del lenguaje y la evolución del hombre.